# Armand Weiss
Armand Weiss, né en 1827 à Mulhouse et mort en 1892 dans la même ville, est un magistrat, amateur d'art et érudit alsacien, ami du peintre suisse Albert Anker. 
Son Fonds Weiss de 4 400 documents et manuscrits anciens est en dépôt à la Bibliothèque de l'Université de Haute-Alsace à Mulhouse.

## Biographie
Pierre Mathias Armand Weiss, d'abord licencié ès-lettres, s'oriente vers le droit. Licence à 21 ans, doctorat à 26 ans, puis carrière de magistrat en Alsace. En 1866, il est nommé juge d'instruction à Mulhouse.
Il épouse Mathilde Zuber, d'une famille de manufacturiers de papiers peints, et cousine de l'aquarelliste Henri Zuber,
La guerre franco-allemande de 1870, qui provoque l'annexion de l'Alsace par l'Allemagne, va bouleverser la vie d'Armand. Il va se retrouver en conflit avec la nouvelle administration du territoire de l'Alsace-Lorraine, dont il est expulsé pour plusieurs années.
Il obtient alors du Quai d'Orsay sa mise à la retraite anticipée.
Replié à Bâle en Suisse, mais revenant ensuite régulièrement à Mulhouse, il se consacre à des recherches historiques sur l'Alsace, au cours desquelles il réunit une grande quantité d’ouvrages et documents anciens, dont le plus remarquable est l'évangéliaire d'Erkanbold, évêque de Strasbourg au Xe siècle.
Entre temps, l'érudit et son épouse ont lié amitié avec Albert et Anna Anker. Le peintre réalise deux toiles de la fille des Weiss, d'où de nombreuses demandes enthousiastes de portraits d'enfants dans les familles proches.
Vers la fin des années 1880 la santé d'Armand se dégrade sensiblement. Il souhaite transmettre sa bibliothèque alsatique à une institution savante. Esprit facétieux, il imagine d'y adjoindre son propre portrait avec ceux d'anciens lettrés alsaciens. Il commande ainsi à Anker quatre assiettes en faïence. Ces portraits figurent parmi les dernières céramiques du peintre à cause du décès du faïencier Théodore Deck.
Seules trois assiettes seront terminées, celle de Weiss reste inachevée au moment où il décède à 65 ans.

## Le magistrat

### Carrière en Alsace
Quand Armand Weiss atteint la vingtaine, son père, Mathias Weiss, grand négociant, le met en demeure de faire son droit. Armand interrompt à contrecœur ses études littéraires. Il est licencié en droit à la Sorbonne l'année mouvementée de 1848.
D'abord avocat à la Cour d'Appel de Colmar, il est juge suppléant en 1853, année de son doctorat, puis magistrat en Alsace (Sélestat, Strasbourg), et en Franche-Comté (Belfort).
C'est un juriste peu motivé car sa passion pour la littérature n'a pas faibli. Son dilettantisme agace ses collègues, et le fait noter sévèrement. Avec le temps, cependant, sa personnalité se stabilise et, comme en témoigne son attitude par rapport à la banqueroute familiale, s'affirme davantage dans ses rapports avec son père.
En effet celui-ci avait fait faillite en 1845, avant de devenir très riche. Le procureur général Levieil de la Marsonnière déclare donc à Armand Weiss que son père devrait en toute probité solder ses impayés puisqu'il en a maintenant les moyens. Armand, à qui la famille avait caché cet aspect des choses, affronte donc Mathias et le contraint à s'acquitter de ces règlements.

### Le tournant de la guerre de 1870
En 1866, année de son mariage, il est nommé juge d'instruction dans sa ville natale. Quatre ans plus tard survient l' année terrible de 1870, la guerre franco-allemande qui aboutit à l'annexion de l'Alsace-Lorraine.
Pendant que l'armée prussienne occupe Mulhouse, un étudiant de 18 ans, Ernest Meininger, futur historien, remplit un carnet avec des notes prises sur le vif. Ces notes seront publiées en 1895 sans nom d'auteur car l'Alsace est encore allemande.
Selon cette source, le général Hermann von Schmeling impose à la population de maladroites vexations. Il fait notamment afficher une proclamation invitant les habitants à dénoncer pour 40 reichsthaler tout concitoyen détenteur d'une arme qui ne soit pas officiellement déclarée à l'occupant. Cette mesure, qui ressemble plus à une bavure qu'à un geste d'apaisement, étonne de la part d'un militaire connu comme un homme d'honneur.
On y lit également que le 10 décembre à neuf heures le tribunal civil est investi par l'armée. Les juges, dont Weiss, sont mis en demeure d'exercer sous juridiction allemande. Ils refusent en déclarant que c'est incompatible avec leurs devoirs et leur dignité. Seize jours plus tard, les deux commissaires de police sont interpellés, puis expulsés du territoire .
En outre, Armand Weiss, convoqué par la nouvelle administration allemande, se refuse à fournir la moindre information. Son franc-parler et son sentiment germanophobe entraînent un conflit ouvert avec les vainqueurs. Il est expulsé d'Alsace-Lorraine (devenue Elsass-Lothringen) et s'installe à Bâle, à 40 km de Mulhouse.Il ne reviendra pas dans sa ville avant plusieurs années.
Il refuse une mutation au tribunal de Brest, et obtient du Garde des Sceaux sa mise à la retraite anticipée, en qualité de juge honoraire du tribunal de Belfort.

## L'amateur d'art

### Le milieu familial

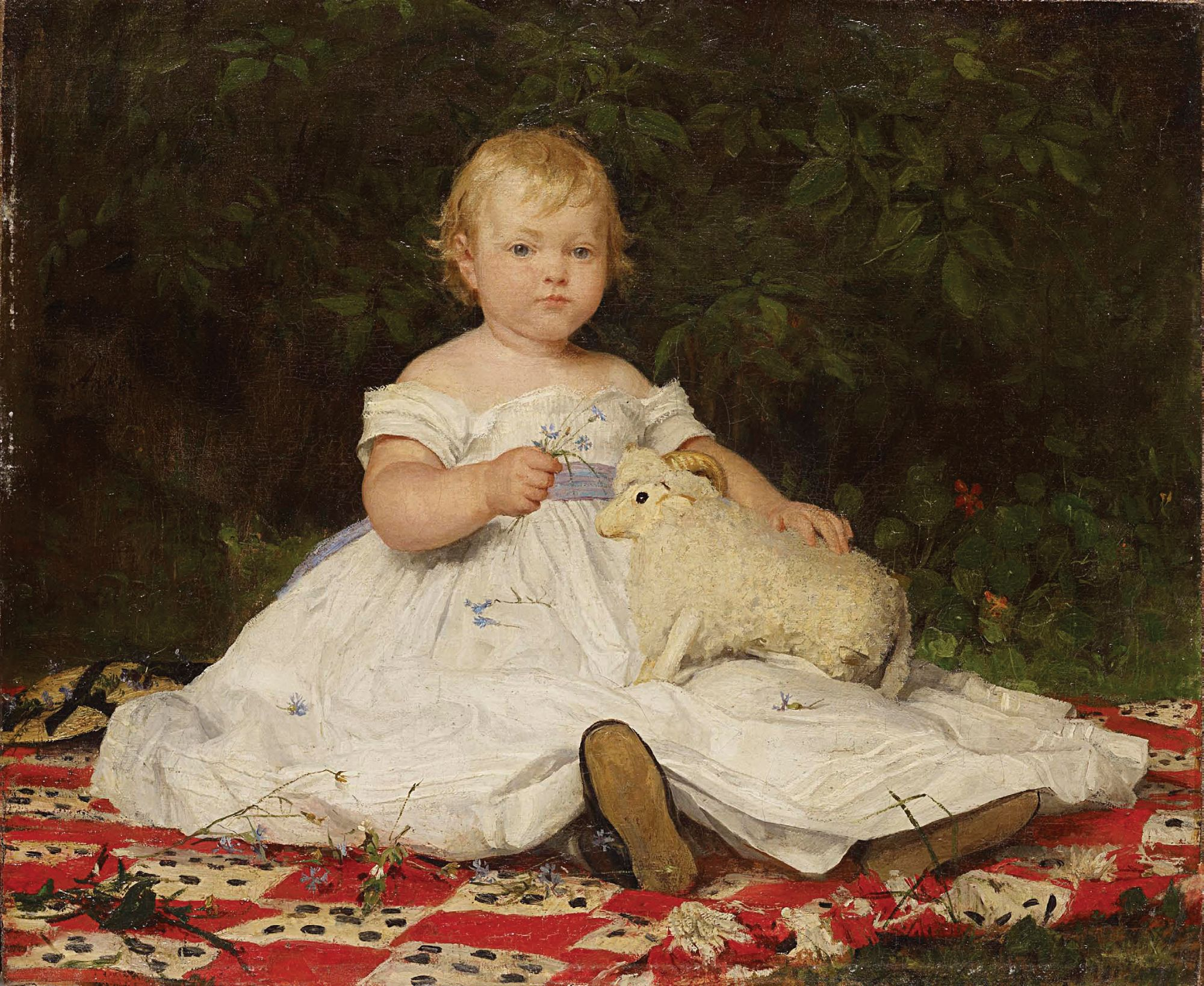
Emilie, fille d'Armand et Mathilde Weiss en 1868

La bourgeoisie alsacienne où Armand a grandi est imprégnée de goût artistique. Chacun dessine, peint, illustre des cahiers, imite les artistes qui font la renommée des étoffes imprimées locales. Ces indiennes, ces cachemires que rehaussent les nouveaux colorants chimiques inspirent la mode du XIXe siècle. Il n'est donc pas surprenant que la jeune épouse de Weiss (de 15 ans sa cadette) soit une petite-fille de Jean Zuber, qui a créé à Rixheim une manufacture de papiers peints connue pour ses panoramiques. Mariage en 1866, et naissance d'une fille, Émilie (Mimi) en 1867.
Leur cousin, le peintre Henri Zuber, est ancien élève de Charles Gleyre à Paris. Celui-ci, malgré son enseignement très académique, a su stimuler le talent des novateurs : Renoir, Monet et d'autres. Gleyre est Suisse, comme plusieurs de ses élèves, dont Albert Anker., d'Ins (Anet) dans le canton de Berne.

### Albert Anker
C'est ainsi qu'en 1868 Weiss frappe à la porte de l'atelier d'Anker. La même année, le peintre séjourne chez les Weiss, sans Mme Anker qui a aussi un enfant en bas âge. Il fait le portrait de la petite Emilie au jardin : ce tableau est fort remarqué et lui vaut des commandes en Alsace.
En 1870 la vie du magistrat bascule vers une nouvelle existence d'érudit et d'ami des artistes, à l'imitation d'Henri Zuber (officier de marine démissionnaire en 1868) et d'Albert Anker (qui a abandonné ses études de théologie au grand regret de son père, le vétérinaire Samuel Anker).
Expulsé de sa province à la suite de la guerre de 1870, c'est à Anker qu'il écrit qu'il se retrouve sans emploi. Des lettres de Weiss à Anker ont été retrouvées par le biographe Robert Meister . Meister évoque les randonnées des deux amis, des fugues aquarellantes où en fait c'est Weiss qui fait connaître à Albert Anker (déjà peintre confirmé) l'aquarelle en plein air. Et dans son humour en demi-teinte, Weiss le surnomme « mon élève ».
Weiss écrit à Anker qu'il devrait se faire payer ses œuvres plus cher. Il le considère comme un des artistes marquants de sa génération. Pourtant Albert Anker, scrupuleux et sensible, sous-estime son talent. Même des années plus tard, en 1880, terminant le portrait des enfants Mieg à Guebwiller, cet artiste au talent affirmé a l'impression d'avoir réalisé une œuvre très imparfaite ,

### Les amis artistes
La famille Weiss voyage beaucoup. A Munster dans les Vosges, ils font la connaissance du peintre François-Emile Ehrmann, ami d'Anker depuis l'atelier du Père Gleyre. Ils le reverront quelques années plus tard au hasard d'un voyage en Algérie, où Ehrmann regrette la réticence des habitants à poser pour un portrait.
En 1886 Anker écrit au peintre orientaliste Rudolf Durheim qu'il a passé quelques jours dans le Valais, avec un ami dont la famille faisait une cure thermale . Il s'agit de la famille Weiss où mère et fille suivaient régulièrement des cures. Weiss lui-même y fait allusion dans un courrier à Anker quelque dix-huit mois plus tard : « En vous quittant à Sierre en 1886, je pensais que vous passeriez l'hiver à Rome ».
Lorsque le déclin de la santé d'Armand Weiss lui fait envisager de léguer ses alsatiques (documents relatifs à l'Alsace) à une institution, il souhaite que sa collection ne reste pas anonyme, mais veut éviter la banale plaque Don de M.................. Il imagine alors un décor de quelques portraits de savants alsaciens et de lui-même, « sans se rendre ridicule » comme il l'écrit à Anker. Ce seront des assiettes à peindre par Albert Anker. Le céramiste sera Théodore Deck , autre Alsacien, le créateur du bleu Deck.
Plusieurs de ces assiettes ont été réalisées, mais celle représentant Weiss est restée à l'état de première ébauche. Elle se trouve encore à la Fondation Anker .Un calque est conservé au Musée Théodore-Deck de Guebwiller. Finalement, le décès d'Armand Weiss met un terme au projet.

## L'érudit

### Ses notices historiques
Depuis sa jeunesse Weiss est passionné de littérature et d'histoire. Magistrat malgré lui, il quitte ses fonctions en 1872 et va se consacrer à des études approfondies et très documentées sur l'Alsace du Moyen Âge au XVIIIe siècle. De ses années de juriste, il garde une précision incisive. Cependant, malgré son souci de garder le recul de l'historien, il a parfois du mal à rester neutre dès qu'il s'agit de l'histoire tourmentée de l'Alsace.
Il rédige pour la Revue Alsacienne deux études, parues en 1881 : La réunion de Strasbourg à la France et L'Alsace pendant la Régence.
La première de ces études détaille en profondeur les événements ayant mené à la reddition de Strasbourg à Louis XIV, et notamment les désaccords entre les généraux français et l'exécutif. Weiss plaide éloquemment la cause d'une ville épuisée et incapable de résister au Roi-Soleil, tout en réfutant les critiques allemandes contre les Strasbourgeois. On peut citer[style à revoir] : L'empire allemand a toujours porté malheur à Strasbourg, d'un Weiss qui n'a pas oublié 1870.
L'autre étude est un éloge de l'intendance de l'Alsace par Nicolas-Prosper Bauyn d'Angervilliers, sous la régence de Philippe d'Orléans. Cet administrateur avisé est ainsi décrit par Louis de Rouvroy de Saint-Simon « Sa capacité le distingua entièrement non moins que sa probité. ». Il désapprouva le blocage de l'exportation du blé imposé par John Law de Lauriston , et la fit reprendre dès la chute du financier. On retrouve dans ce texte le sentiment fort de Weiss qui écrit : La France n'a jamais traité l'Alsace en pays conquis.
Ce second article contient une remarque caractéristique du style de Weiss : « Nous avons entendu, à la Cour d'assises du Bas-Rhin, un interprète intelligent traduire une question formulée en ces termes : « Est-il riche ? », par ces mots : « Est-ce un paysan qui attelle des chevaux ou des vaches ? Rossbür oder Kühbür ? » Et c'était bien traduit. Le témoin, qui avait compris le sens grammatical de la question, mais que le mot « riche » embarrassait parce qu'il le trouvait vague, eut à l'instant la mesure qu'il cherchait et put répondre ».

### Bibliophilie
Weiss réunit de très nombreux textes et documents anciens. On y trouve par exemple l'Histoire Universelle d'Agrippa d'Aubigné. Il s'agit de la 2e édition, de 1626, imprimée à Bâle, mais portant la fausse mention « Amsterdam, pour les héritiers de Hieronymus Commelin » de peur des représailles des catholiques français.
Autre acquisition bâloise, le dictionnaire multilangues imprimé dans cette ville par Henricpetri en 1605. C'était le lexique utilisé par la plupart des voyageurs de l'époque, rédigé par le savant religieux Ambrogio Calepino (1435 - 1511). Les utilisateurs y ajoutaient leurs annotations, d'où le mot calepin.
Il collabore à Bâle avec son ami Ludwig Sieber, éditeur scientifique et conservateur de la Bibliothèque de l'Université , connu pour avoir redécouvert l'unique exemplaire du plan de Paris édité vers 1550 par Corrozet (dont le nom y est dissimulé dans un texte poétique) .
En 1877, le paléographe mulhousien Joseph Coudre remarque, dans l'inventaire de l'imprimerie-imagerie de Schmid et Schirenbrand (XVIe siècle), une édition allemande des Dialogues sur le Purgatoire, du réformateur italien Bernardino Ochino. Celui-ci, vicaire général des Capucins, devenu anglican, puis protestant, accusé d'hérésie par tous, se réfugie finalement en Moravie, où il meurt en 1564 de la peste. Selon l'éditeur d'une réimpression française des « Dialogues » (de 1878), « Tous les ouvrages d'Ochin sont d'une excessive rareté. Ils ont été supprimés avec un soin très particulier par ses adversaires. ».
Coudre se déclare « heureux de pouvoir donner de ce petit volume une description exacte, d'après l'exemplaire appartenant à M. Armand Weiss, dont la bibliothèque, composée avec une rare entente et un goût parfait, est si riche en livres rares et curieux. »
Sa bibliothèque s'enrichit de très nombreux ouvrages classiques, notamment d'auteurs que l'on qualifie aujourd'hui de baroques tels les épopées de Saint-Amant, Chapelain, Louis Le Laboureur, Desmarets de Saint-Sorlin, Pierre Le Moyne, ou Adam Billaut. Toutefois les documents relatifs à l'histoire de l'Alsace restent l'essentiel de sa collection, et formeront plus tard le fonds Weiss.

### L'évangéliaire d'Erkanbold
La plus remarquable trouvaille d'Armand Weiss est, de l'avis unanime des chercheurs, l'évangéliaire (recueil de textes des évangiles et calendrier religieux) ayant appartenu à Erkanbold (Erkembald) évêque de Strasbourg de 965 à 991. Ce prélat était un proche de l'empereur Otton II, dont il obtint le droit d'établir des lois locales, et même de battre monnaie. Il accompagna Otton dans sa désastreuse campagne en Italie, notant sur une des pages de garde de son évangéliaire la victoire temporaire de celui-ci sur les Grecs et les Sarrasins en Calabre (il omit toutefois d'ajouter la défaite qui suivit, Otton s'enfuyant incognito à la nage...) D'autres annotations sur ces pages, concernant le patrimoine de la cathédrale de Strasbourg, sont presque illisibles. Selon Gustave de Dartein, dominicain et professeur, « C'est M. Armand Weiss qui eut l'heureuse idée de recourir à l'héliogravure pour déchiffrer plus complètement l'inscription. L'expérience dépassa son attente. Les lettres mangées par le temps ressortent en blanc sur l'épreuve, et sont aujourd'hui la partie du texte la plus lisible » .
Cet ouvrage de prix, enluminé sur vélin dans le scriptorium de St-Gall en Suisse, faisait partie du trésor de la cathédrale de Strasbourg. Wimpfeling a pu le consulter sur place en 1508. C'est après cette date qu'il en a disparu pour une raison inconnue. Deux explications ont été avancées. La première : les pillages de la Guerre des évêques de 1592. L'historien Charles Schmidt y fait allusion, suivi dans cette hypothèse par Gustave de Dartein, qui lui-même s'appuie sur l'opinion d'un autre érudit, Philippe-André Grandidier (1752 - 1787).La seconde explication, celle du spécialiste Thierry Claer, évoque les nombreuses dispersions de bibliothèques ecclésiastiques pendant la Révolution Française. C'est une déduction faite à partir de l'état de conservation du manuscrit. La disparition de la reliure originale (certainement précieuse) conforte cette hypothèse.
Ce petit codex de 144 feuillets, de 23,5 x 15,5 cm, sous son aspect extérieur assez banal, avait été repéré par Charles Schmidt parmi les invendus de la première vente de la collection Ambroise Firmin-Didot. L'historien regrettait que ses moyens financiers ne lui permettent pas de l'acheter pour que ce manuscrit revienne en Alsace. Armand Weiss en fit alors l'acquisition pour 4 000 F. S'il est difficile de savoir comment et quand l'évangéliaire d'Erkanbold quitta le trésor de la cathédrale de Strasbourg, il est tout aussi ardu de découvrir où et quand Firmin-Didot put se le procurer. L'étude d'Henri Wallon Notice sur la vie et les travaux de M. Ambroise Firmin-Didot (1886)ne le mentionne pas parmi les livres collectionnés par cet éditeur et bibliophile.

### Le Fonds Weiss
La maladie qui finit par emporter Armand Weiss à 65 ans ne lui permit pas de réaliser la compilation de toutes ses études comme il en avait le projet. La partie littérature classique de ses livres fut dispersée en 1932. Mais voyant que son épouse et sa fille ne portaient que peu d'intérêt à sa collection d'ouvrages et de documents, il en légua la partie alsatiques à la Société Industrielle de Mulhouse (SIM), institution de recherche et de communication, société savante fondée en 1826.
La communauté scientifique dispose ainsi des 4400 alsatiques et documents qui constituent aujourd'hui le Fonds Weiss en dépôt à la Bibliothèque de l'Université de Haute-Alsace à Mulhouse.
Lorsque ce fonds était encore dans les locaux de la Société Industrielle, Gustave de Dartein a fait une analyse très poussée de l’évangéliaire, publiée dans la Revue d'Alsace en 1905.
En 1991, le Directeur des Archives Départementales du Haut-Rhin, Jean-Luc Eichenlaub, décrit avec Gérard Freyburger et Martine Weber les ouvrages en latin du fonds . Le Professeur Freyburger y adjoint, dans le même Bulletin de la Faculté des Lettres de Mulhouse, une étude sur Cinq éditions anciennes d'auteurs latins dans le fonds Weiss : Térence, Horace, Virgile, Vitruve et Boèce.
En 2012, à Mulhouse, l'exposition franco-germano-suisse Culture humaniste des XVe et XVIe siècles présente en vitrine quelques-unes de ces éditions, dont huit imprimées à Strasbourg, par Mathias Schurer, Johann Grüninger, Matthias Hupfuff et Georg Messerschmidt, une à Bâle par Johann Bergmann de Olpe, et une à Francfort par Johann Feyerabend. Ces ouvrages sont des textes des auteurs latins cités ci-dessus ainsi que d'érudits du XVIe siècle: Érasme, Beatus Rhenanus, Sébastien Brant et Johann Hänlin.
Bernadette Litschgi, Conservateur chargé du Patrimoine à la Bibliothèque Universitaire de Mulhouse, a rédigé une notice sur l'évangéliaire en rappelant qu'il a été présenté dans 6 expositions entre 1948 et 1998, en France et en Allemagne. Elle souligne l'intérêt de faire mieux connaître ce manuscrit carolingien, qui a été numérisé en collaboration avec l'Université de Fribourg en Suisse, et se trouve donc directement consultable en ligne depuis 2014 sur le site e-codices de la Bibliothèque virtuelle des manuscrits de Suisse